# Saint-Sauvy
Saint-Sauvy är en kommun i departementet Gers i regionen Occitanien i sydvästra Frankrike. Kommunen ligger i kantonen Gimont som tillhör arrondissementet Auch. År 2022 hade Saint-Sauvy 353 invånare.

## Befolkningsutveckling
Antalet invånare i kommunen Saint-Sauvy
Referens:INSEE